# Công chúa tiểu muội
Công chúa tiểu muội(公主小妹 - Romantic Princess), tên trước đây là Công chúa của tôi《我家公主》, là một vở kịch Đài Loan phát mỗi ngày Chủ nhật trên đài truyền hình CTV. Vở kịch này có sự tham gia diễn xuất của Ngô Tôn và Calvin Chen của Fahrenheit, và Trương Triệu Hàm. Vở kịch dự vào manga shōjo Four Steps to Romance (ろまんす五段活用 Romance Godan Katsuyou), của Kazuko Fujita.
Đây là vở thuộc thể loại lãng mạn, hài hước do hãng phim GTV sản xuất năm 2008